# Estación de Entrecampos
La Estación de Entrecampos es una estación intermodal de transportes de Lisboa, servida por la CP y Fertagus, con conexión subterránea al Metro de Lisboa, en la Línea Amarilla, y a incontables transportes de autobuses.Junto a esta estación, se encuentra la terminal de Entrecampos Poente, para los trenes Interregionales de la línea del Oeste.

## Descripción

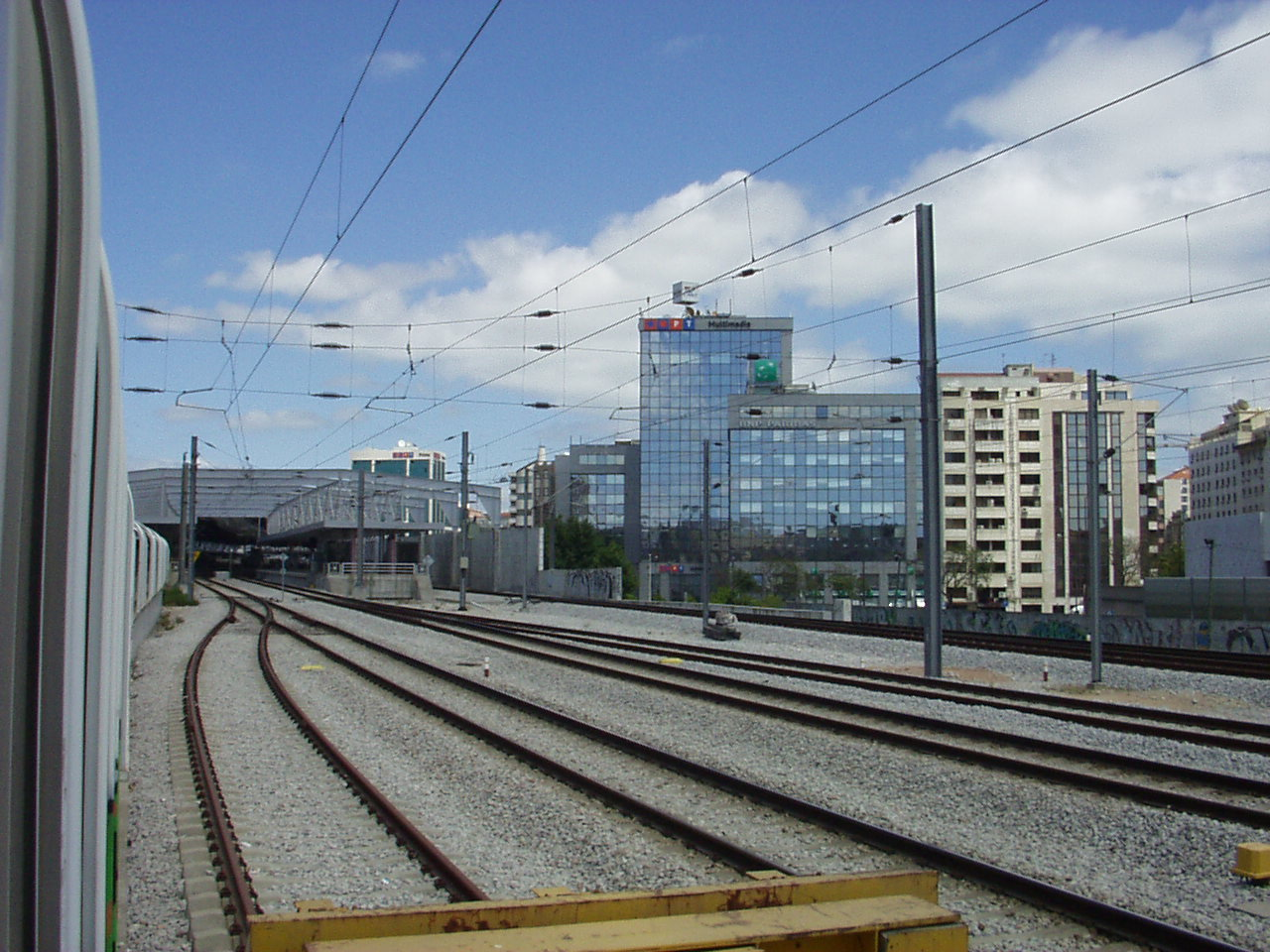
Estación de Entrecampos, vista de la Estación Entrecampos-Poente.

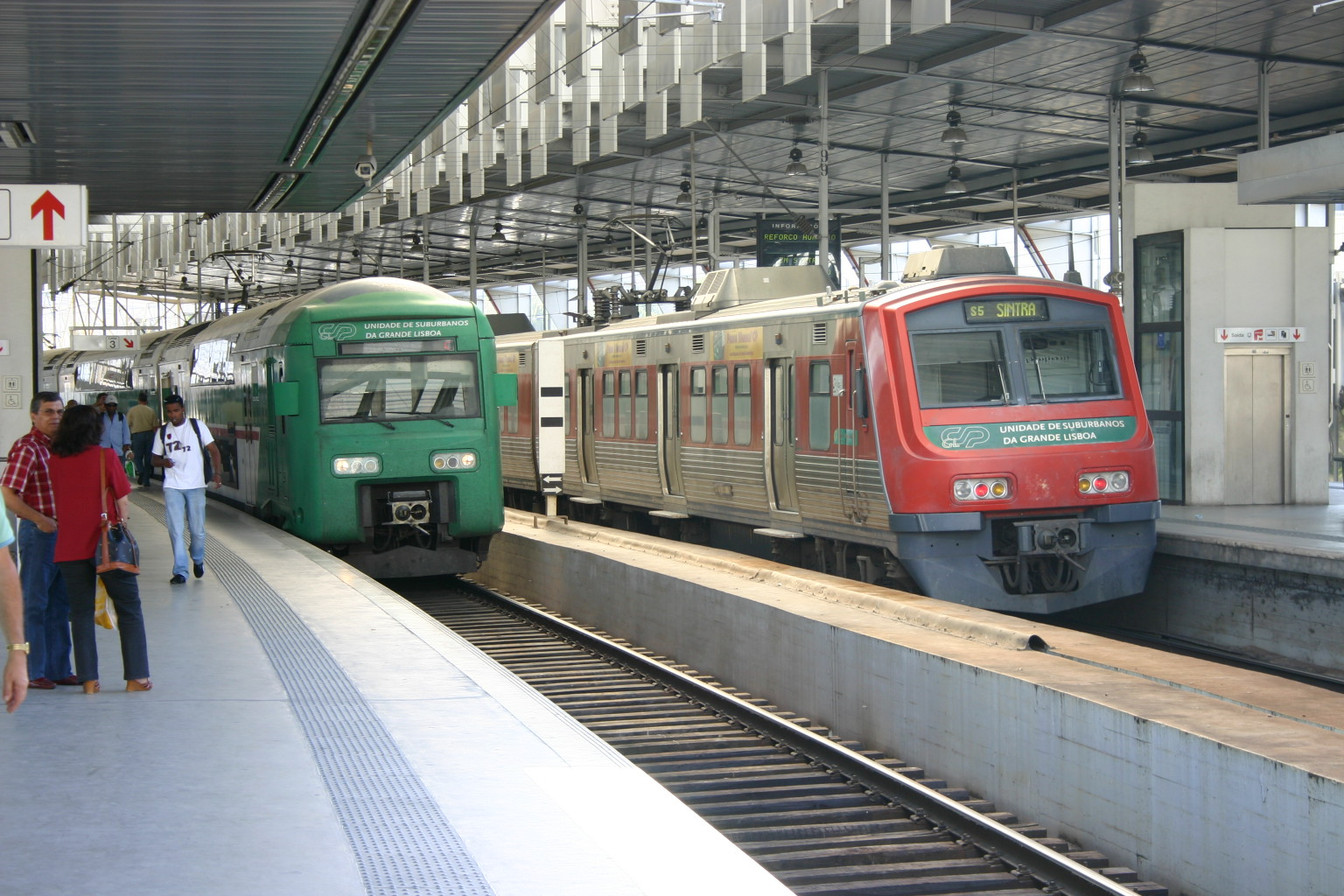
Convoyes en la estación de Entrecampos

### Localización y accesos
La estación se encuentra junto a la Calle Dr. Eduardo Neves, en la ciudad de Lisboa.

### Vías y plataformas
En enero de 2011, poseía ocho vías de circulación, con 304 a 323 metros de longitud; las plataformas tenían todas 310 metros de extensión, y 90 centímetros de altura.

### Servicios
Actualmente servida por la transportista ferroviaria nacional portuguesa Comboios de Portugal y por Fertagus, es punto de partida y llegada de diversos combois nacionales, lo que hace que esta sea una de las estaciones más visitadas de la capital portuguesa:
- Alfa Pendular Porto-Faro-Porto
- Intercidades del Algarve
- InterRegional de la línea del Oeste
- Regional de la línea del Oeste
- Urbanos de la CP Lisboa de los ejes de Sintra y Azambuja
- Urbanos de Fertagus Roma Areeiro - Setúbal

### Transportes Urbanos
Autobuses de Carris:
21 Saldanha <> Moscavide vía Olivais
36 Muelle del Sodré <> Odivelas vía Campo Grande
44 Muelle del Sodré <> Moscavide vía Aeroporto
54 Campo Pequeño <> Alfragide vía Siete Rios
83 Amoreiras <> Portela vía Aeroporto
207 Muelle del Sodré <> Fetais vía Saldanha
701 Campo de Ourique <> Charneca vía Campo Grande
727 Roma Areeiro <> Restelo vía Son Bento
738 Quinta dos Barros <> Alto de Santo Amaro vía Marqués de Pombal
745 Sur y Sudeste <> Prior Velho vía Aeroporto
749 Entrecampos <> Chelas - ISEL
756 Olaias <> Plaza das Industrias vía Plaza de Espanha

 La red de comboios Urbanos CP Urbano Lisboa serve a las siguientes estaciones en su recorrido por dentro de Lisboa:
- Benfica
- Alcântara-Terra
- Campolide
- Sete Ríos
- Roma Areeiro
- Chelas
- Marvila
- Braço de Prata
- Estación de Oriente

## Historia

### Planificación e inauguración
El tramo original de la Línea de Cintura, entre las Estaciones de Benfica y Santa Apolónia, donde esta plataforma se encuentra, fue abierto a la explotación el 20 de mayo de 1888, por la Compañía Real de los Caminhos de Ferro Portugueses.
En 1932, la Compañía de los Caminhos de Ferro Portugueses planeaba construir una estación en Entrecampos.